# Río Paranapura
El Paranapura es un río de Perú que nace cerca del pueblo de Balsapuerto. Desemboca en el río Huallaga junto a Yurimaguas, por lo que forma parte de la cuenca del río Amazonas. Muestra un flujo divagante y meandriforme, con dirección preponderante de noroeste-sureste. Es navegable en algunos tramos.